# Hiến pháp Philippines
Hiến pháp Philippines (tiếng Philippines: Saligang Batas ng Pilipinas) là bộ luật tối cao của nước Cộng hòa Philippines. Hiến pháp hiện đang có hiệu lực đã được ban hành vào năm 1987, dưới thời chính quyền của Tổng thống Corazon C. Aquino, và thường được gọi là "Hiến pháp 1987". Các chuyên gia luật hiến pháp Philippines công nhận ba hiến pháp khác trước đó như đã trên thực tế quản lý đất nước. Hiến pháp Thịnh vượng chung năm 1935, Hiến pháp 1973, Hiến pháp Tự do 1986. Hiến pháp cho Philippines cũng đã được soạn thảo và thông qua trong chính quyền ngắn ngủi của Tổng thống Emilio Aguinaldo (1899) và José P. Laurel (1943).

## Bối cảnh hiến pháp 1987
Năm 1986, sau cuộc Cách mạng Sức mạnh Nhân dân lật đổ Tổng thống Ferdinand Marcos, và sau trên lễ nhậm chức của mình, Corazon C. Aquino đã ban hành Tuyên ngôn 3, tuyên bố một chính sách quốc gia thực hiện các cải cách ủy thác bởi nhân dân, bảo vệ các quyền cơ bản của họ, thông qua một hiến pháp tạm thời, và cung cấp cho một quá trình chuyển đổi có trật tự để một chính phủ theo một hiến pháp mới. Sau đó, Tổng thống Aquino đã ban hành Tuyên ngôn № 9, tạo ra một Ủy ban Hiến pháp (thường được viết tắt "ConCom" ở Philippines) vào khung điều lệ mới để thay thế hiến pháp thời Marcos thời 1973. Aquino đã bổ nhiệm 50 thành viên cho Ủy ban. Các thành viên của Ủy ban đã được rút ra từ các nền tảng khác nhau, bao gồm cả một số đại biểu quốc hội cũ, Chánh án Tòa án Tối cao cũ Roberto Concepción, Giám mục Công giáo Teodoro Bacani, và đạo diễn phim Lino Brocka. Aquino cũng cố tình bổ nhiệm năm thành viên, trong đó có cựu Bộ trưởng Lao động Blas Ople, người đã liên minh với Marcos cho đến khi bị lật đổ của cơ quan này. Sau khi Ủy ban đã họp, bầu Cecilia Muñoz-Palma là chủ tịch của nó. Muñoz-Palma đã nổi lên như một nhân vật hàng đầu trong phong trào đối lập chống Marcos sau khi nghỉ hưu như Tư pháp Associate nữ đầu tiên của Tòa án Tối cao.